# Haddeby Kirke
Haddeby Kirke er Bustrups landsbybykirke og ligger lidt udenfor byen over for den historiske Haddeby kro ved Sliens sydlige bred. Kirken er viet til Apostlen Andreas. Den senromanske kampestenskirke, som senere er blevet udbygget med munkesten, stammer fra tiden omkring 1200. Kirken blev opført som afløser for en ældre trækirke, hvoraf der er fundet stolpehuller i jorden. På kirkegården findes danske krigergrave fra Slaget ved Slesvig den 23. april 1848 og Træfningen ved Kongeshøj den 3. februar 1864. 
I kirkens indre findes en korsfæstelsesgruppe fra omkring 1250 og en trefløjet altertavle fra anden halvdel af 1400-tallet. Den gotlandske døbefont har rundbuede bægerblade på kummen.
I 849 skulle missionæren Ansgar have opført den første danske kirke i Hedeby. Udgravninger i området har dog endnu ikke ført til en materiel dokumentation for Ansgars kirke. Der findes formodentlig ingen direkte forbindelse mellem Ansgars kirke i Hedeby og den nuværende Haddeby Kirke, som er beliggende få hundred meter nord for Hedebys halvkredsvold. 

## Billeder
- Kirken set fra syd
- Kirkens indre
- Danske soldatergrave fra Slaget ved Slesvig 1848
- Mindesmærke over de danske faldne ved Kampene ved Kongshøj 1864